# When the Tigers Broke Free
Singles de Pink Floyd
Run Like Hell / Don't Leave Me Now
(1980) Not Now John / The Hero's Return
(1983)
Pistes de The Final Cut
One of the Few The Hero's Return
When the Tigers Broke Free est une chanson du groupe Pink Floyd écrite par Roger Waters, décrivant la mort de son père Eric Fletcher Waters, membre de la compagnie C du Royal Fusiliers, pendant la Seconde Guerre mondiale, à Anzio. La chanson a été écrite au même moment que les autres chansons de l'album The Wall, ce qui explique son copyright de 1979, mais elle n'est apparue qu'en single, puis dans le film tiré de l'album. Par la suite, elle a été incluse dans la version remastérisée de The Final Cut (2004).

## Version du film
Le premier couplet apparaît à l'ouverture du film, où l'on voit le père de Pink nettoyer et charger son pistolet. Elle transite alors vers In the Flesh?, montrant son décès. Le second couplet (après Another Brick in the Wall Part 1) montre le jeune Pink découvrant l'uniforme de son père, ses balles, et son certificat funéraire.